# كورت بيدينكوبف
كورت هانز بيدينكوبف (بالألمانية: Kurt Hans Biedenkopf) (مواليد 28 يناير 1930 في لودفيغسهافن أم راين)، محام ومحاضر جامعي وسياسي ألماني ينتمي إلى الاتحاد الديمقراطي المسيحي (CDU). من 1990 إلى 2002 كان أول رئيس وزراء لولاية ساكسونيا الحرة بعد إعادة إنشائها.

## روابط خارجية
- كورت بيدينكوبف على موقع IMDb (الإنجليزية)
- كورت بيدينكوبف على موقع مونزينجر (الألمانية)
- كورت بيدينكوبف على موقع ديسكوغز (الإنجليزية)
- كورت بيدينكوبف على موقع قاعدة بيانات الفيلم (الإنجليزية)
- كورت بيدينكوبف على موقع كينوبويسك (الروسية)